# Juan de la Puerta Vizcaíno
Juan de la Puerta Vizcaíno fue un arqueólogo y escritor español del siglo XIX.

## Biografía
Nació en Valencia de Don Juan, provincia de León. Perteneció a la efímera Real Academia Española de Arqueología y Geografía del Príncipe don Alfonso y fue secretario de las secciones de Ética y Literatura de la misma. Colaboró con Gustavo Adolfo Bécquer en el tomo primero y único de su Historia de los templos de España (Madrid, Nieto y Compañía, 1857) y fue redactor de El Fisgón; publicó, al menos, cinco obras teatrales y siete novelas por entregas, y dio a la estampa un libro de versos titulado Risas y lágrimas. Colección de seguidillas (Madrid, Librería de D. M. Escribano, Editor, 1865). También dio la letra para varias canciones con música de Fermín María Álvarez.
Se dio a conocer en 1857 con La sinagoga balear o Historia de los judíos en Mallorca. Además es autor de las comedias A cuál más feo, Esto y aquello y La primera capa. Entre sus novelas por entregas destacan Las aves póstumas, La plegaria de una madre y Al toque de ánimas. Como poeta lírico su poema en seguidillas compuestas "El aire", dedicado a su amigo Gustavo Adolfo Bécquer, influyó en la Rima V de este último. Otros posibles influjos pueden citarse en las Rimas XIII, XXIII y XXVIII. Puerta era también amigo de su hermano el pintor Valeriano Bécquer, y a la casa que compartían ambos hermanos y sus hijos era invitado a comer con frecuencia, como señalan las memorias de la hija de Valeriano, Julia Bécquer, donde aparece descrito como un miembro de la bohemia madrileña de entonces:
A esta casa de la calle de Atocha recuerdo que solía acudir a menudo el poeta Puerta Vizcaíno, gran bohemio de aquel tiempo, el que, aunque no tenía casa ni hogar, iba acompañado siempre de su hermoso perro de Terranova, con el que estábamos entusiasmados los chiquillos por su inteligencia. Su amo y él se sentaban a nuestra mesa casi siempre que venían a visitarnos, y donde el primero se engolfaba en contarles [a los dueños de la casa] cuentos fantásticos de descubrimientos hechos por él en sepulcros antiguos, cuentos que mi padre no creía, y así se lo decía luego a Gustavo. Otras noches también se quedaban a dormir en casa él y su perro. Algunas veces, al marcharse, escondía los guantes o el pañuelo, y cuando ya estaba en el portal mandaba al animalito que subiese a buscarlos; obedeciéndole inmediatamente subía, llamaba a la puerta con ladridos y después de muchas vueltas por todas partes los encontraba y se los llevaba a su amo
Las poco fiables memorias de Julio Nombela no ofrecen, sin embargo, una visión demasiado benévola del personaje, a causa sin duda del rencor que le guardaba por su gestión de los derechos de autor de una traducción suya.

## Obras

### Trabajos históricos, arqueológicos y geográficos
- La sinagoga balear o Historia de los judíos de Mallorca (Valencia, Imprenta de la Regeneración Tipográfica, 1857; reedición facsímil, Palma de Mallorca, Editorial Cluba, 1951 y Valladolid: MAXTOR, 2010). Tomo I, único publicado.
- Glorias arquitectónicas de España. El Real Monasterio de San Lorenzo del Escorial (Pozuelo de Alarcón, Establecimiento Oleográfico, 1876).
- Atlas geográfico español BNE, signatura SG/4228.
- Carta a S. A. R. don Alfonso XII. Por don Juan de la Puerta Vizcaíno. Leída con extraordinario aplauso en el Círculo Alfonsista de esta Corte, en la noche del 23 de entero de 1873 (Madrid, Imprenta de Rivadeneyra, 1873).

### Poesía
- Risas y lágrimas. Colección de seguidillas (Madrid, Librería de D. M. Escribano, Editor, 1865).

### Comedias y zarzuelas
- A cuál más feo. Zarzuela en tres actos arreglada y escrita en verso, Madrid: José Rodríguez, 1859. Con música de Antonio Reparaz.
- A la fuerza ahorcan. Zarzuela estrenada el 6 de marzo de 1876 con música de la compositora Soledad Bengoechea.
- Esto y aquello. Drama-sainete de costumbres en dos actos y en verso, copiado del natural, 1873.
- La primera capa
- Don Sisenando o Los temores infundados, zarzuela, Madrid: T. Fortanet, 1858, en un acto, con música de Cristóbal Oudrid, estrenada en el Teatro del Circo, marzo de 1858.
- El maestro de esgrima : comedia en un acto y en prosa, original, Madrid: Imprenta de don Cipriano López, 1855.
- Con Emilio Mozo de Rosales, ¿Quién es el padre? Comedia original en tres actos y en prosa, 1860.
- En Ceuta y en Marruecos. Improvisación cómico-lírica en 2 cuadros. México: Imprenta de J. Nepomuceno del Valle, 189.

### Novelas
- Los Rojos, revolución francesa de 1871. Novela histórica. Madrid, M. Martínez, 1871, 2 tomos. En el mismo año: El sitio de París en 1870. Novela histórica de actualidad, escrita en vista de los datos recibidos.... Madrid: Santos Larxé Campó, 1871-1872, 2 tomos en 3 vols.
- Las aves nocturnas (historia de dos huerfanos). Novela original. Madrid: Librería de Miguel Guijarro, 1878, 2.ª ed. 2 vols. Tuvo al menos cuatro ediciones.
- La plegaria de una madre o Consuelos de la religión. Novela original. Madrid: Est. y Tip. Literario de Manini Hermanos Editores, 1866 y 1867, dos vols.; Madrid: [Puente de Vallecas], 1880.
- Al toque de ánimas (historia de un pobre loco). Novela original. 1867. Madrid: Manini hermanos, 1867, 2 vols.; Madrid Imp. y Lib. de Miguel Guijarro, 1872, 2 vols., 2.ª ed. corregida por su autor.
- El amor y la caridad: novela original París, Librería Española y extranjera, 1867, 2 vols.